# راينبيري
راينبيري (بالإنجليزية: Rainberry)‏ هي شركة أمريكية مسؤولة عن التطوير المستمر لبروتوكول بت تورنت من نظير إلى نظير، بالإضافة إلى التطوير المستمر لـ يوتورنت وبت تورنت، وهما عملاء لهذا البروتوكول. تشكل الملفات المنقولة باستخدام بروتوكول بت تورنت شريحة مهمة من كل حركة المرور على الإنترنت. في ذروته، استخدم 170 مليون شخص البروتوكول كل شهر، وفقًا لموقع الشركة على الإنترنت. تأسست الشركة في 22 سبتمبر 2004 من قبل برام كوهين وأشوين نافين. في عام 2018 ، استحوذت شركة ترون على الشركة بالعملات المشفرة، وغادر برام كوهين الشركة.